# Горбаченко, Александр Фёдорович
Александр Федорович Горбаченко (род. 21 февраля 1973, Московская область) — один из первых российских киберспортсменов, неоднократный чемпион и призёр российских и международных турниров по Ил-2 Штурмовик, бывший президент Федерации компьютерного спорта России (2009—2017), спортивный функционер и общественный деятель. Выступал под никнеймом «7IAP_IRBIS».
Президент Федерации компьютерного спорта России с 12 сентября 2009 года по 11 марта 2017 года[2],[3],[24],[36].
Первый вице-президент Федерации компьютерного спорта России с 2017 по 2020 годы[4],[5],[6].
Президент Федерации компьютерного спорта Москвы[7],[8],[26] с 2017 по 2021 годы[15].
Сооснователь и Директор АНО «Межконтинентальная киберспортивная лига»[16],[17],[21].
Член совета директоров Международной ассоциации по защите прав спортсменов, руководитель постоянной комиссии по киберспорту iara.team[37],[38],[39]

## Образование
Общеобразовательная школа №2 города Лобня с 1980 по 1988 гг.
Долгопрудненский вечерний авиационный техникум с 1988 по 1992 гг.
Окончил Московскую государственную академию физической культуры (МГАФК), Кафедра теории и методики спортивных игр Факультета физической культуры с  2012 по 2016[25] гг.
Магистрант ИЗиСП при правительстве Российской федерации, юриспркденция, спортивное право с 2023 по н.в.

## Киберспортивная карьера
Неоднократный чемпион и призер крупных турниров. Выступал под игровым именем 7IAP_IRBIS[1].
Серебряный призер[4] Чемпионата Европы-2004 по Ил-2 Штурмовик.
Автор и соавтор ряда проектов в области спорта и образования[23], в т.ч. Интеллиада, Большой бой, Школьная спортивная лига по интеллектуальным видам спорта[27],[28],[29].
Выступил соорганизатором ГБОУ «Кибершкола»[30], [31] для пожилых граждан в Москве в рамках реализации проекта «Московское долголетие»[32].
Учредитель номинации «Прикладные аспекты компьютерных игр» в конкурсе «Исследователь киберспорта»[35].
Автор научной работы «Профессии будущего: компьютерный спорт как индустрия информационного общества»[34].

## Федерация компьютерного спорта России
С 2009 по 2017 г. возглавлял Федерацию в должности Президента[2],[3], с  2017 по 2020 годы руководил проектами организации в должности первого вице-президента[4],[5],[6].
В 2017 году Федерация компьютерного спорта России была наделена правами и обязанностями общероссийской спортивной федерации по виду спорта «компьютерный спорт» (приказ Минспорта №618 от 05.07.2017 г.[40]).
Неоднократно (2001, 2006, 2016 гг.) инициировал признание на государственном уровне киберспорта в России. При его руководстве ФКС России Россия в 2016 году стала первой страной в мире, официально признавшей компьютерный спорт видом спорта[3],[22].

## Федерация компьютерного спорта Москвы
Федерация компьютерного спорта Москвы была официально зарегистрирована в апреле 2005 года. За 15 лет своей истории она провела десятки крупных чемпионатов не только в столице, но и во многих городах России[7],[8],[9].

## Судебное разбирательство с ФКС России
Летом 2017 года Федерацию компьютерного спорта Москвы исключили из состава Федерации компьютерного спорта России. Президента московской федерации Александр Горбаченко, который по совместительству был вице-президентом федерации всероссийской, лишили членства в ФКС России и его должности вице-президента сроком на один год. Александр Горбаченко оспорил решение ФКС России в двух исках. Согласно его представителю в суде, причиной исключения московской федерации стало публичное взаимодействие Горбаченко с прессой: он давал интервью и предоставлял комментарии на тему киберспорта, что было запрещено ФКС России по ряду неких регламентов[4].
Федерации компьютерного спорта Москвы не удалось заключить мировое соглашение с Федерацией компьютерного спорта России, исключающей региональную организацию из своего состава[11].
Кунцевский районный суд Москвы удовлетворил иск Федерации компьютерного спорта Москвы к Федерации компьютерного спорта России. Решение правления ФКС России об исключении ФКС Москвы из состава организации было признано недействительным. ФКС России обязана восстановить членство Федерации компьютерного спорта Москвы. Также суд постановил восстановить в должности первого вице-президента ФКС России руководителя ФКС Москвы Александра Горбаченко[10,12].

## Награды
В декабре 2016 года награжден[35]  памятной медалью «Патриот России» в рамках реализации первого года Государственной программы «Патриотическое воспитание граждан Российской Федерации на 2016-2020 годы»
В ноябре 2018 года награжден[13],[14] медалью за вклад в подготовку и проведение XIX Всемирного фестиваля молодежи и студентов в Сочи.

## Личная жизнь
Женат, есть двое детей.